# Иван Димитров (политик)
Вижте пояснителната страница за други личности с името Иван Димитров.
Иван Георгиев Димитров е български генерал-лейтенант и политик.

## Биография
Роден е във видинското село Костичовци на 5 ноември 1925 година. От 1940 г. е в РМС, а от 1 януари 1946 г. и в БКП. Взема участие в Съпротивителното движение през Втората световна война, за което е арестуван. Осъден е на 10 години затвор. Лежи в затвора от 1943 до 1944 г. След 9 септември 1944 година заема различни ръководни постове като нещатен инструктор на ОК на РМС в Белоградчик, а от 1945 г. е щатен инструктор там. От 1946 до 1947 г. е инструктор в ОК на БКП в Белоградчик. По-късно е секретар на Околийския комитет на РМС, член на Бюрото на БКП в Белоградчик. От 10 октомври 1947 г. влиза в органите на МВР като разузнавач III ст., отдел 1, Управление III на Държавна сигурност. През март 1949 г. е назначен за началник на група в отделение „Интелигенция и младежи“ на същия отдел и управление. В периода 25 февруари 1951 и 21 април 1952 г. е началник на отделението. На 21 април 1952 г. е назначен за заместник-началник II ст. на отдел I, а 21 февруари 1953 г. е началник на отдел II ст. на отдел II. През май същата година е назначен за началник на отдел III. На 29 декември 1953 г. е назначен по резервния щат на МВР като запазва длъжността си началник на отдел. На тази длъжност остава до 7 май 1953 г., когато е назначен за началник отдел II ст. на отдел I. От 1954 до 1955 г. изкарва едногодишен курс в Школата на КГБ в Москва. Между 6 ноември 1959 и 30 август 1960 г. е началник на отдел II. След това е назначен по резервния щат на ВУЗ (поради учение в школата на КГБ) като запазва длъжността си на началник на отдела.
От 15 ноември 1960 г. е прехвърлен като началник на отдел в Първо управление на Държавна сигурност. В периода 9 януари 1963 – 23 ноември 1967 г. е началник на отдел VIII на Второ управление на ДС. От 23 ноември 1967 до 27 февруари 1973 г. е заместник-началник на Шесто управление на ДС. В периода 27 февруари 1973 – 17 октомври 1977 г. е първи заместник-началник на Шесто главно управление на ДС. На 17 октомври 1977 г. е назначен за началник на „Групата за контрол и помощ“ (инспекторат) при МВР като запазва длъжността първи заместник-началник на управление на ДС. На 21 август 1979 г. става началник на Инспектората на МВР с длъжност на началник на централно управление на ДС. Между 23 октомври 1981 и 1 юни 1990 година е заместник-министър на вътрешните работи и директор на народната милиция. От 1982 г. е член на Колегиума на МВР. Депутат в 9 народно събрание. От 1986 до 1990 г. е кандидат-член на ЦК на БКП. Излиза в запаса на 1 юни 1990 г. Умира на 23 май 2015 година в София.. Награждаван е с ордените „Народна република България“, III, II и I степени (последната за принос към Възродителния процес), и „Георги Димитров“.

## Военни звания
- Капитан от ДС (1 юли 1951 при военизирането на службата)
- Майор от ДС (25 август 1954)
- Подполковник от ДС (23 август 1958)
- Полковник от ДС (22 август 1963)
- Генерал-майор от ДС (7 септември 1977)
- Генерал-лейтенант от ДС (8 септември 1983)